# Seiko
La Seiko Group Corporation (セイコーグループ株式会社?, Seikō Gurūpu kabushiki gaisha) (Borsa di Tokyo: 8050 ), comunemente nota come Seiko, è un'azienda giapponese che produce e commercializza principalmente orologi da polso (anche di lusso), da tasca e da parete, in aggiunta a dispositivi elettronici, piccoli elettrodomestici, semiconduttori, gioielli e prodotti ottici. 
Fondata nel 1881 a Tokyo da Kintarō Hattori (come K. Hattori & Co.), è la prima industria orologiera nipponica per fondazione e fatturato, ed è stata la prima azienda al mondo a commercializzare un orologio da polso al quarzo, il Seiko Quartz Astron, nel 1969.
Seiko e la svizzera Rolex sono ritenuti gli unici due produttori di orologi verticalmente integrati, ossia in grado di progettare e sviluppare tutti i componenti, assemblarli, regolarli, ispezionarli e spedirli senza ricorrere a fornitori esterni.

## Storia e marchi collegati

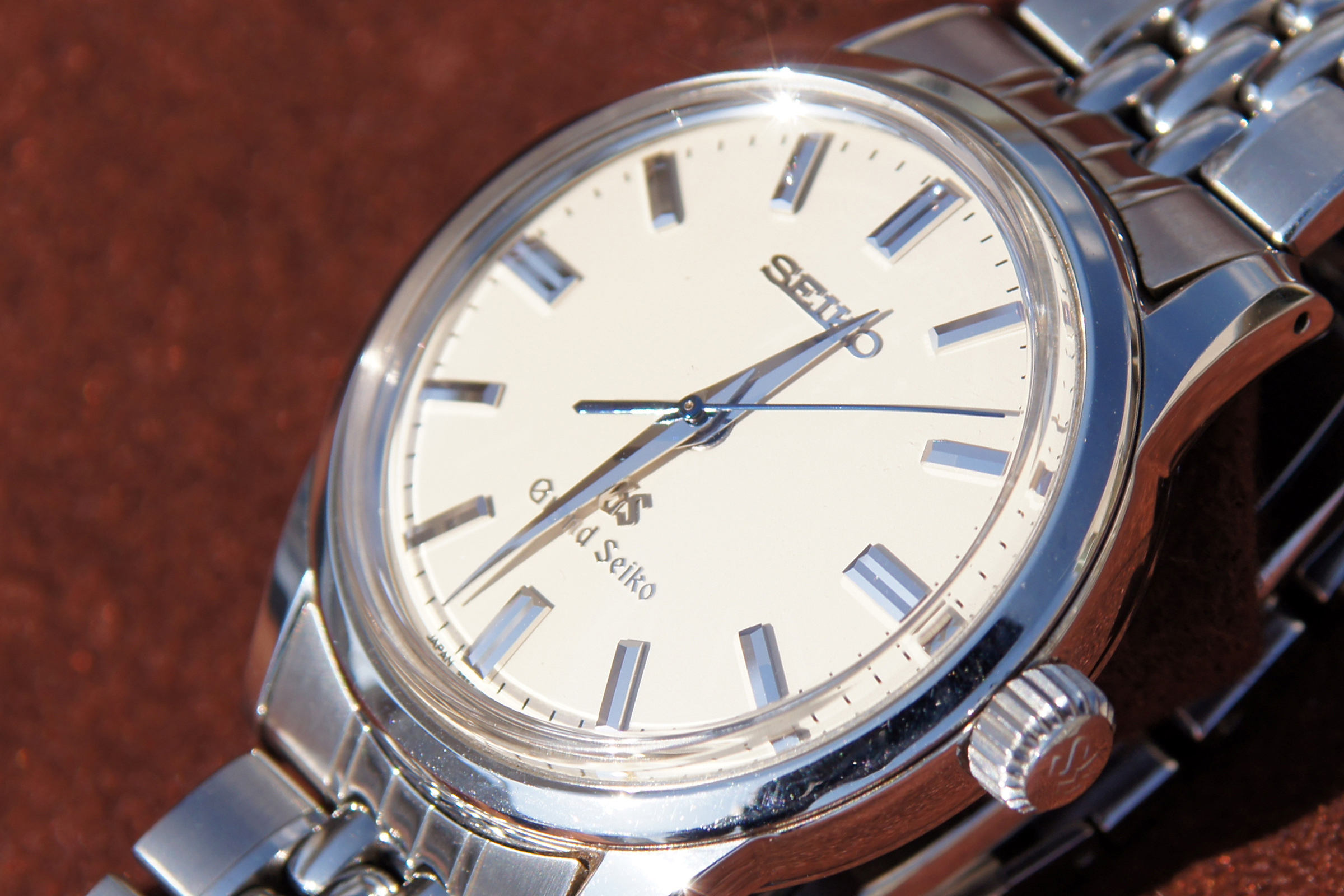
Grand Seiko SBGW005

La Seiko Watches è stata fondata nel 1881 e, di conseguenza, è la più antica fabbrica di orologi in Giappone. La Seiko si è presto specializzata nella produzione di orologi con movimento meccanico automatico di alta precisione e, in questo specifico segmento della sua produzione, è leader in Giappone per quantità di pezzi venduti, superiori persino alla Orient Watches. Nel 1969 la Seiko commercializzò il primo orologio da polso al quarzo al mondo: il Seiko 35 SQ Astron.

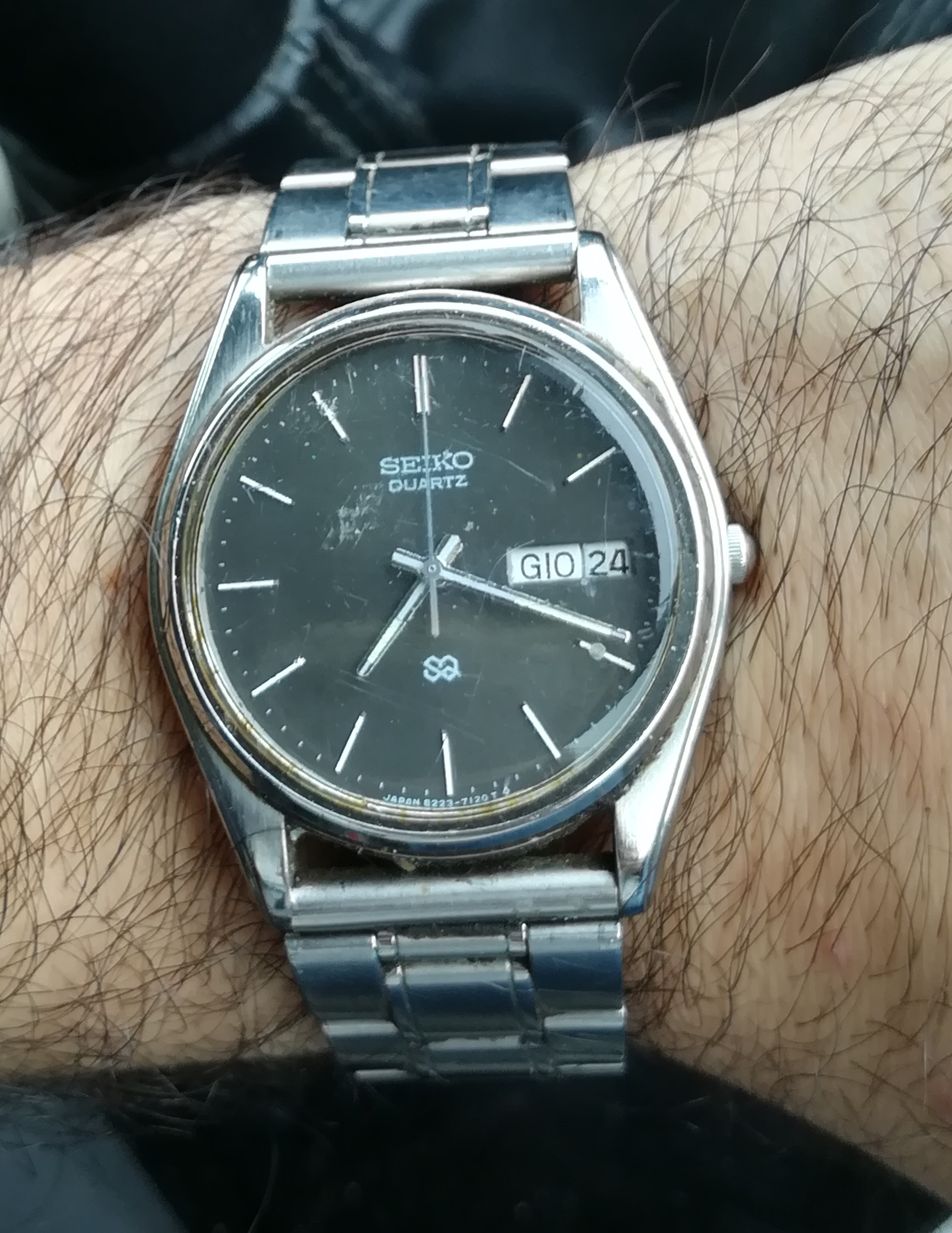
Seiko SQ al quarzo, anni '80

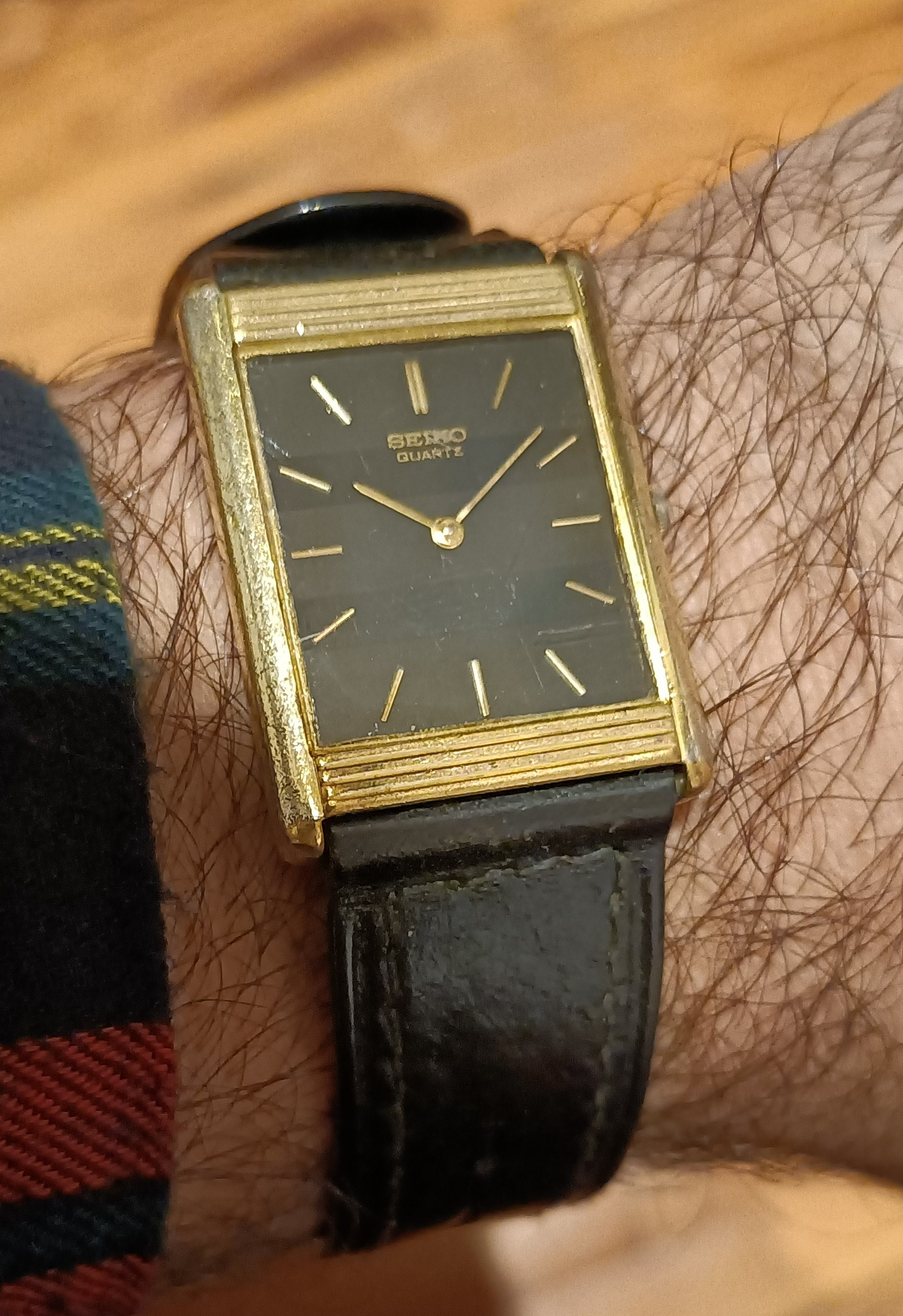
Seiko al quarzo con cassa rettangolare, metà anni Ottanta

Un nuovo impulso alle vendite è scaturito proprio a seguito dell'introduzione di un nuovo meccanismo automatico a 23 rubini (jewels) denominato 7s36, in sostituzione del precedente 7s26 con 21 rubini. Questo meccanismo, oltre ad essere particolarmente preciso e notevolmente robusto, è più silenzioso del precedente e, se montato in macchine "Seiko SKZ209" può persino resistere alla pressione di 20ATM (190 metri di profondità). Inoltre il rotore è, per la prima volta su un orologio prodotto in serie, inciso a mano e la riserva di carica supera le 45 ore.
Produce orologi da polso di precisione con movimento meccanico (automatico), al quarzo, e con un movimento detto Kinetic brevettato dalla casa. È il principale produttore giapponese di orologi con movimento meccanico automatico. Questi seguenti marchi appartengono alla Seiko:
- Grand Seiko[5]
- Credor[6]
- Pulsar
- Lorus[7]
- Alba
- Orient Watches (dal 2009 col gruppo Epson a sua volta controllato da Seiko)

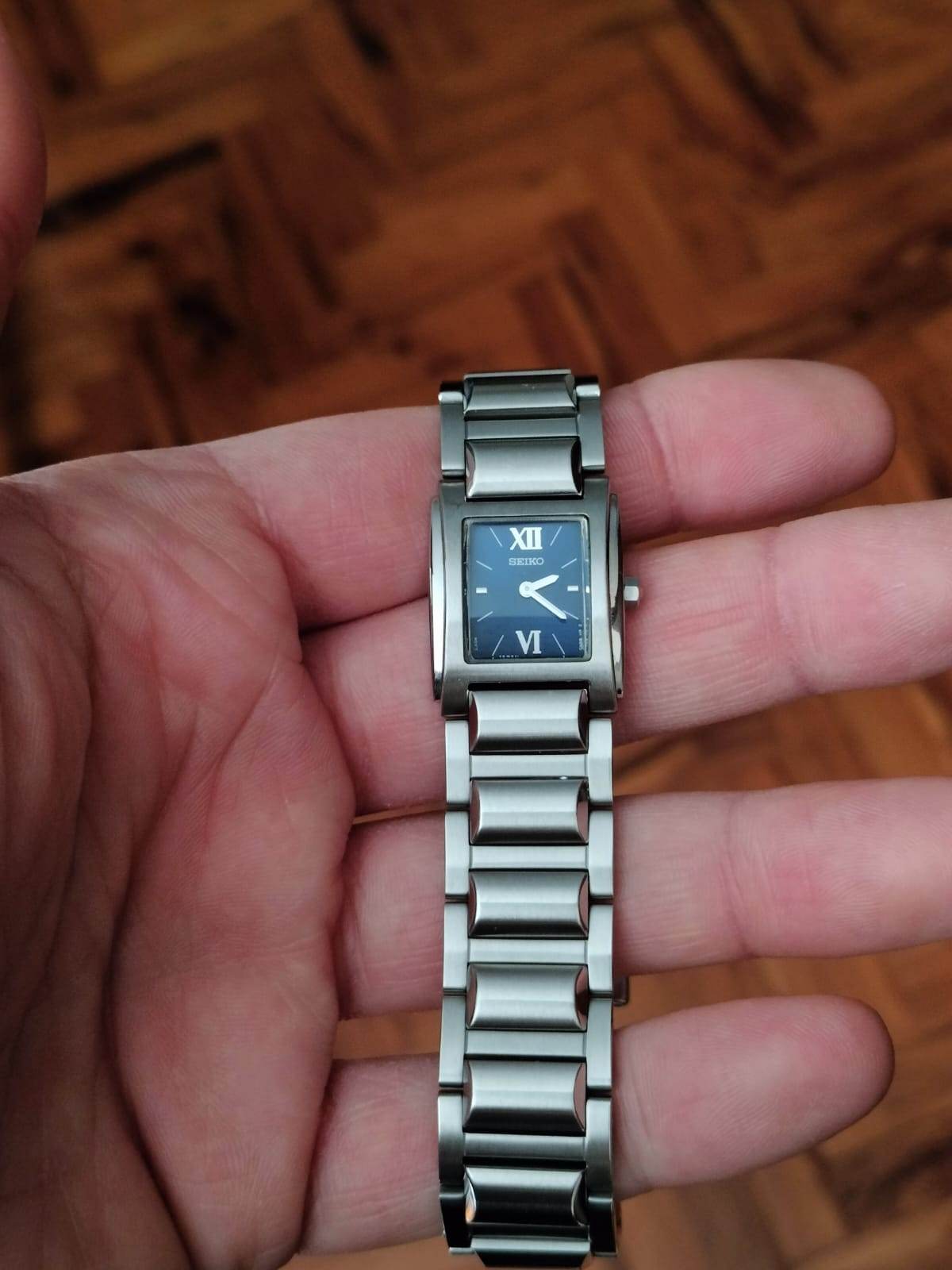
Seiko al quarzo da donna, metà anni 2000

- Seiko al quarzo da donna, metà anni 2000Epson

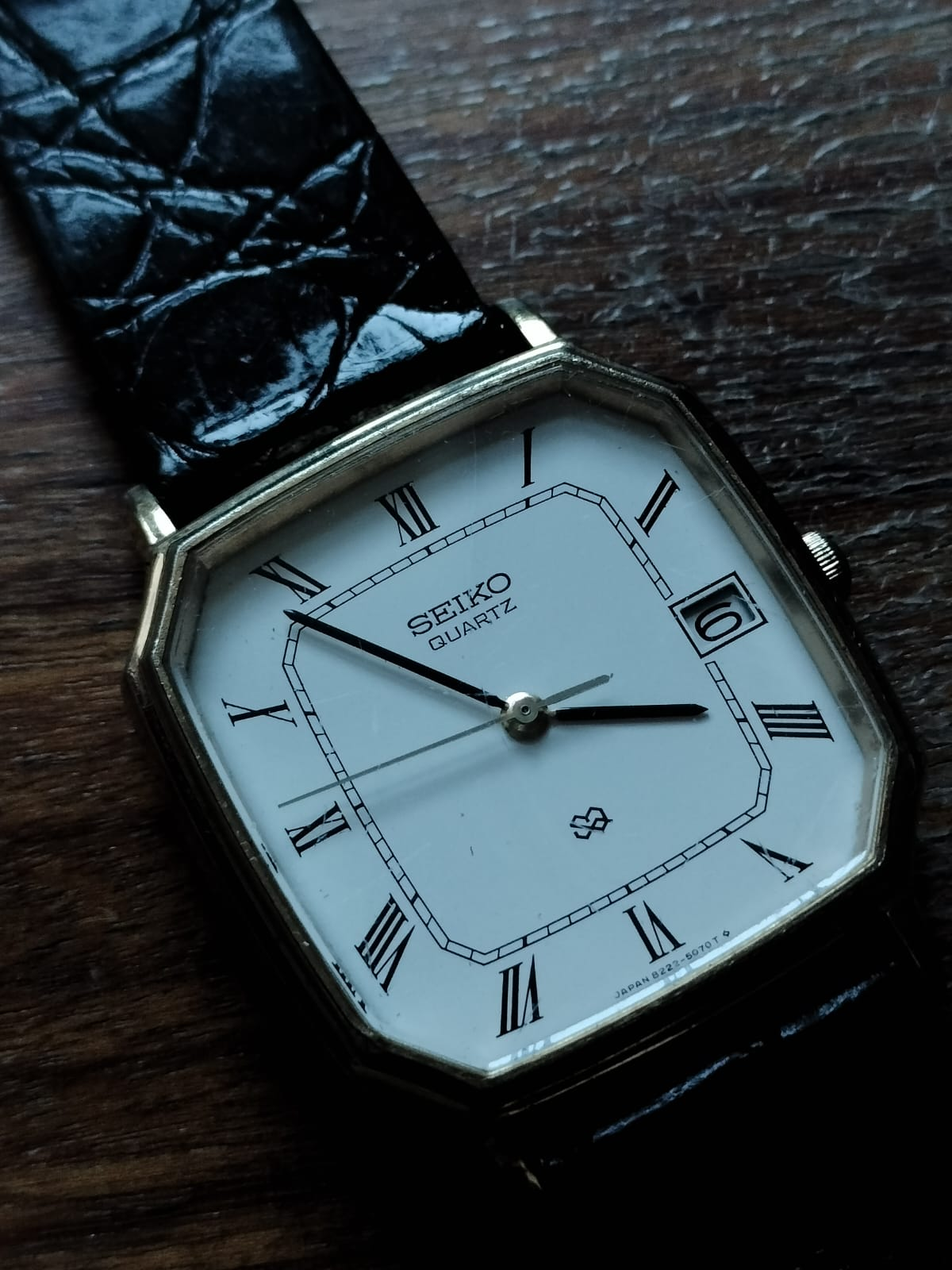
Seiko placcato oro al quarzo, primi anni '80

## Kinetic

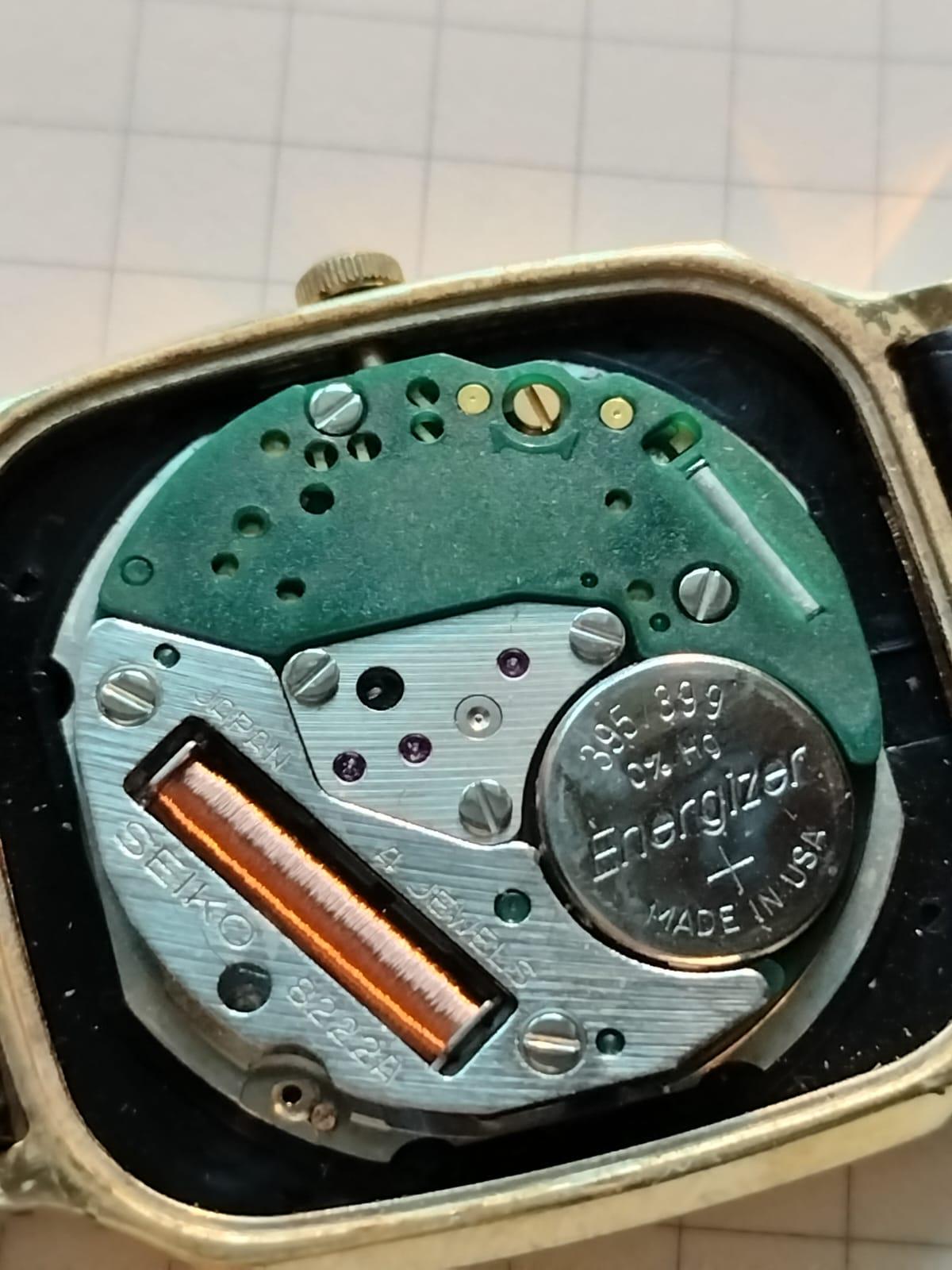
Movimento al quarzo Seiko 8222A, primi anni '80

La Seiko ha brevettato un movimento chiamato Kinetic, la cui caratteristica risiede nel fatto che l'orologio viene ricaricato con una massa oscillante come negli orologi automatici; in questo movimento, anziché caricare la molla, mette in rotazione un minuscolo generatore che ricarica un accumulatore, il quale, specie nelle ultime serie, è in grado di mantenere in funzione l'orologio per alcuni giorni.

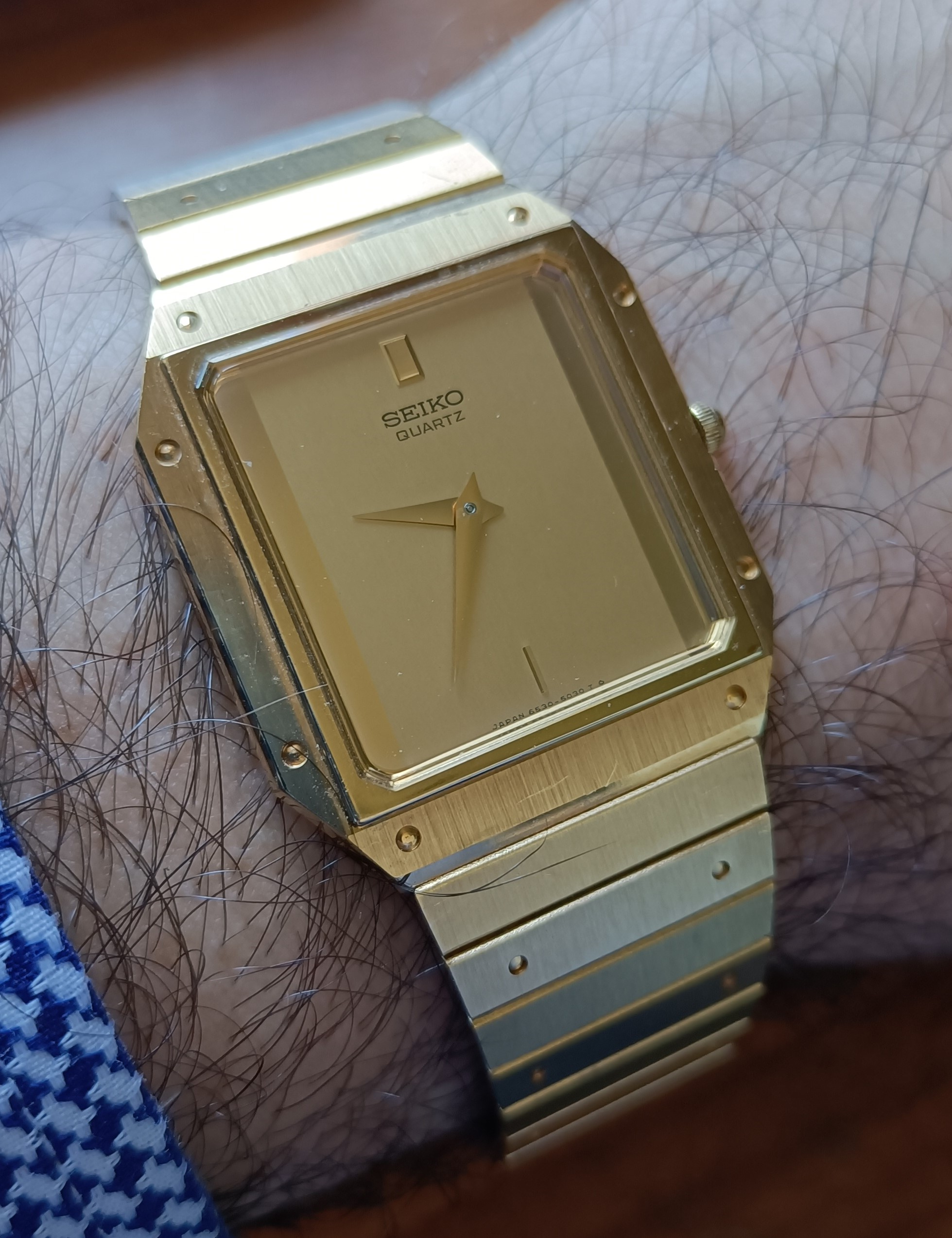
Seiko dress watch al quarzo, anni '80